# Iain MacDonald-Smith
Iain MacDonald-Smith (Oxford, 3 luglio 1945) è un velista britannico.
Dal 1968 al 1972 ha gareggiato con Rodney Pattisson a bordo del Superdocious, vincendo il titolo olimpico nel Flying Dutchman a Città del Messico 1968, aggiudicandosi cinque regate su sette, oltre a due titoli mondiali a Napoli nel 1969 ed Adelaide 1970.
Scelto solo come riserva per i Giochi di Monaco di Baviera 1972, al suo posto insieme a Pattisson venne selezionato Christopher Davies, tornò a gareggiare a Montréal 1976 come timoniere nel soling con Michael Baker-Harber e Barry Dunning come equipaggio.
Terminata la carriera sportiva ha intrapreso la carriera di avvocato.

## Palmarès

### Giochi olimpici
- 1 medaglia:
  - 1 oro (Flying Dutchman a Città del Messico 1968)

### Mondiali Flying Dutchman
- 2 medaglie:
  - 2 ori (Napoli 1969, Adelaide 1970)